# BET理论
BET 理论是由斯蒂芬·布鲁诺尔（Stephen Brunauer）、保罗·休·艾米特（Paul Hugh Emmett）和愛德華·泰勒（Edward Teller）在1938年提出的解释气体分子在固体表面吸附现象的理论，以他们发表在美国化学会志上的一篇论文为其建立的标志。该理论是对固体表面进行分析研究的重要理论基础。

## 基本关系式

多层吸附的BET模型。任意层数的分子在材料表面随机分布。

BET 理论在朗缪尔理论的单分子吸附模型的基础上，基于以下三个假设拓展到多层吸附的情况：
1. 气体分子可以在固体上吸附无数多层；
2. 吸附的各层之间没有相互作用；
3. 朗缪尔吸附理论对每一单分子层成立。

由此得出的BET 吸附等温式如下：
式中，{\displaystyle P,P_{0},v,v_{m}} 分别为平衡压强、饱和蒸气压、平衡气体吸附量、单层饱和吸附量，{\displaystyle c} 称为 BET 常数，由下式给出。
其中 {\displaystyle E_{1}} 是第一层的吸附热，{\displaystyle E_{L}} 为其余各层的单层吸附热，数值上等于气体的液化焓。

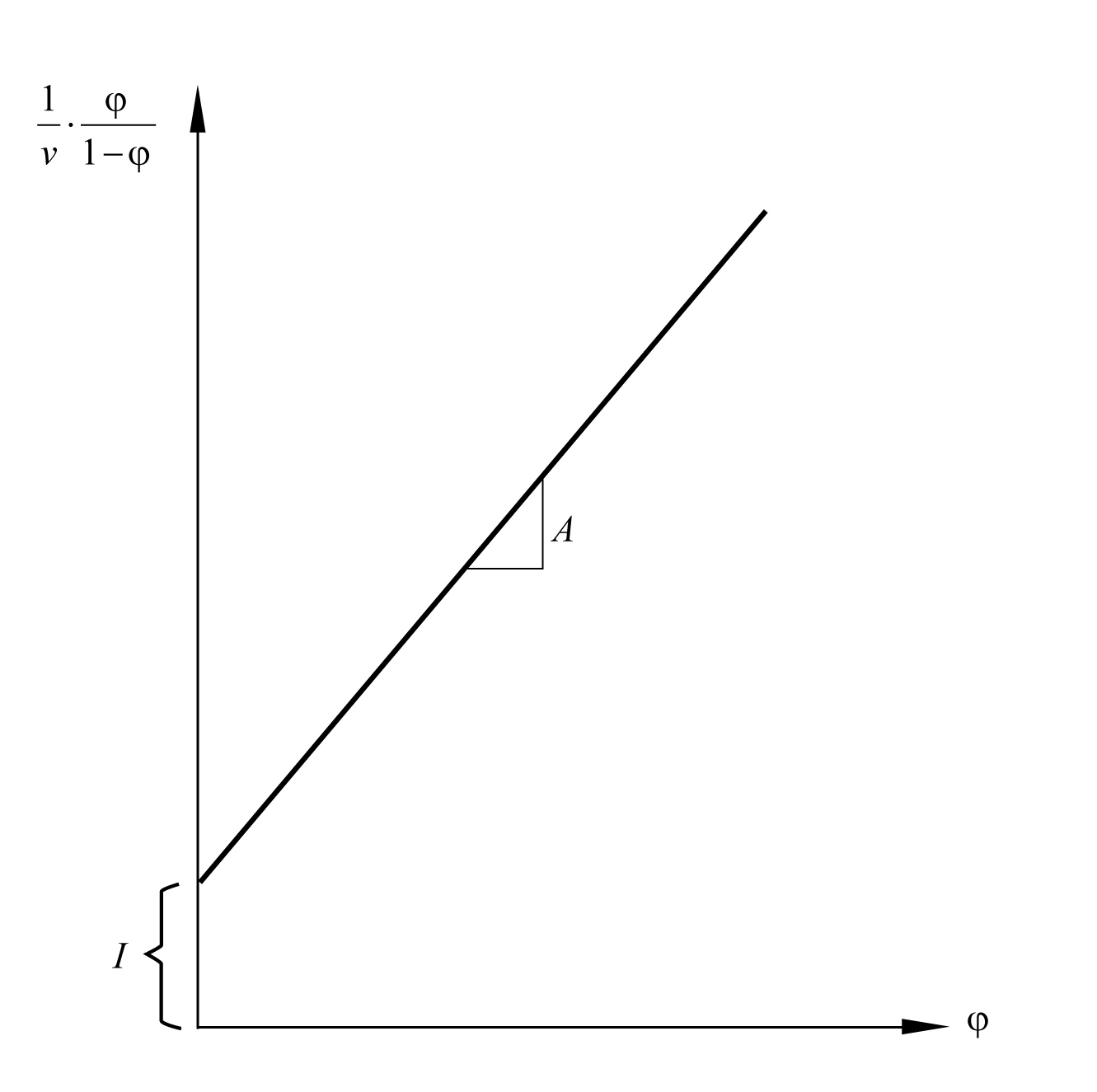
BET plot

根据 (1) 式，在温度恒定的情况下，以 {\displaystyle {\frac {1}{v\left[\left({P_{0}}/{P}\right)-1\right]}}} 对 {\displaystyle \phi ={P}/{P_{0}}} 作图应得一直线，该图称为BET图，实际上，只有在 {\displaystyle 0.05<{P}/{P_{0}}<0.35} 的范围内，BET图表现出较良好的线性。根据直线的斜率 {\displaystyle A} 和截距 {\displaystyle I} 可以求出单层吸附量和 BET 常数，如下两式所示。

## 应用
BET 吸附等温式广泛用于求算固体材料的表面积。一种固体材料的总表面积 {\displaystyle S_{total}} 与比表面 {\displaystyle S} 由下两式给出，其中 {\displaystyle v_{m}} 为以体积表示的单层饱和吸附量。
| {\displaystyle N_{\text{A}}}: 亞佛加厥常數 |
| {\displaystyle s}: 吸附物种的吸附截面积    |
| {\displaystyle V}: 吸附物种的摩尔体积      |
| {\displaystyle a}: 吸附材料的质量          |

## 实例

### 水泥浆
用 BET 理论可以求算出硬化水泥浆的内表面积。在不同的环境湿度下测定达到平衡时水泥吸收的水蒸气量，便可以得到 BET 图。当水温为97°C时，实验得到 BET 图的斜率为 24.20 克/克（水泥），截距为 0.33 克/克，由 (3)(4) 两式得到 {\displaystyle v_{m}=0.0408{\text{g/g}},c=73.6}，又水的吸附界面为0.114平方纳米，于是由 (5)(6) 两式可以得到 {\displaystyle S_{BET}=156{\text{m}}^{2}/{\text{g}}} ，表示每克水泥硬化后内表面积为 156 平方米。

### 活性炭
活性炭是一种常见的强吸附剂。在液態氮的温度下活性炭对氮气（其吸附截面为 0.16 平方纳米）的吸附实验表明，活性炭的比表面积为 {\displaystyle 3000{\text{m}}^{2}/{\text{g}}}。如此大的比表面积表明活性炭作为固体催化剂有着十分良好的催化性能。常见的无机固体催化剂如介孔氧化硅等也有着每克数百平方米的比表面。